# Renault 20
Der Renault 20 (kurz R20) ist ein Fahrzeug der Mittelklasse von Renault, produziert von November 1975 bis Januar 1984. Baugleich mit dem Renault 30, unterschied er sich durch Vierzylindermotoren und eine einfachere Ausstattung, während der R30 (bis auf den Turbodiesel) Sechszylindermotoren nutzte.

## Geschichte

### Entwicklung
Die Entwicklung des Renault 20 begann im Rahmen des Projekts 127, das 1970 gestartet wurde, um die Oberklasse Renault 30 zu schaffen. Nach dem Aus der Frégate 1960 fehlte Renault ein Spitzenmodell; die innovative Renault 16 (seit 1965) alterte jedoch und brauchte einen Nachfolger. Die Ölkrise 1973 erschwerte die Pläne für den teuren V6 der R30, doch die Investitionen waren zu hoch, um das Projekt aufzugeben. Stattdessen wurde der R20 als kostengünstigere Variante entwickelt, die die R30-Karosserie nutzte, aber mit sparsameren Vierzylindern die R16 beerben sollte. Entworfen von Gaston Juchet, Chefdesigner bei Renault, wurde der R20 im Oktober 1975 auf dem Pariser Autosalon vorgestellt und ab 1976 verkauft.
Äußerlich ähnelte der R20 der R30, unterschied sich aber durch rechteckige Breitbandscheinwerfer (statt Doppelrundscheinwerfer), dünnere Stoßfänger ohne Gummischutz, einfarbige Fensterrahmen und 13-Zoll-Räder (statt 14 Zoll). Für Schweden gab es Doppelscheinwerfer wegen gesetzlicher Scheinwerferwischer. Der Innenraum war simpler, ohne Servolenkung in Basismodellen, doch die Beinfreiheit und der Kofferraum (400 Liter, erweiterbar auf 1200 Liter durch Hochklappen der Rückbank) glichen der R30. Die Rückbanklösung war jedoch umständlich, da sie nicht umklappbar war.

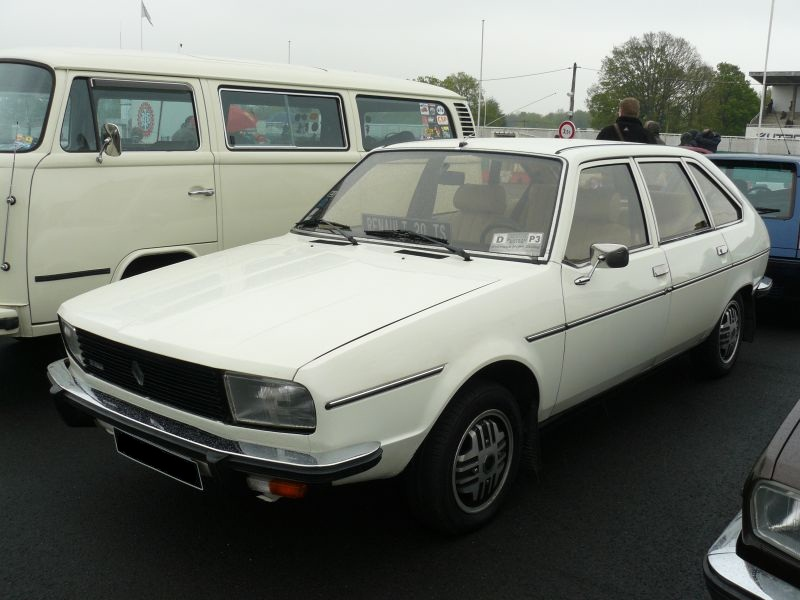
Renault 20 TS (1980)
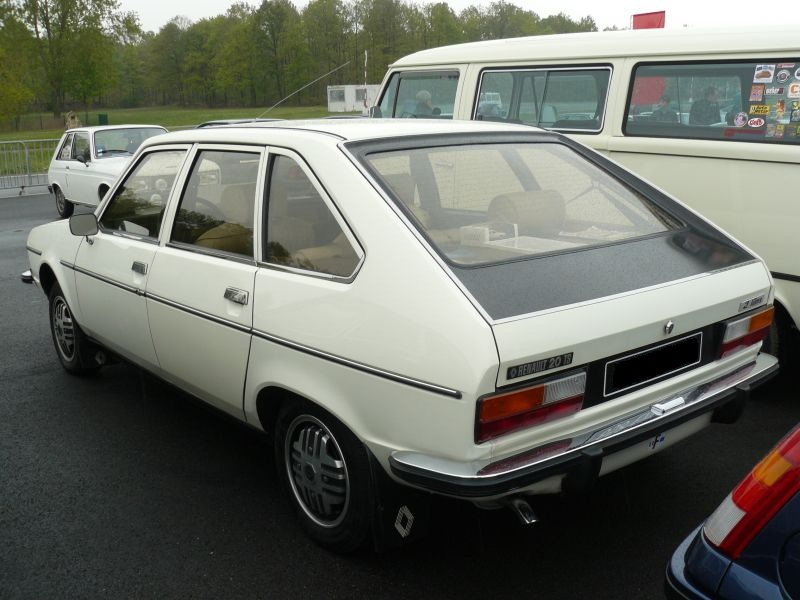
Renault 20 TS (Heckansicht)
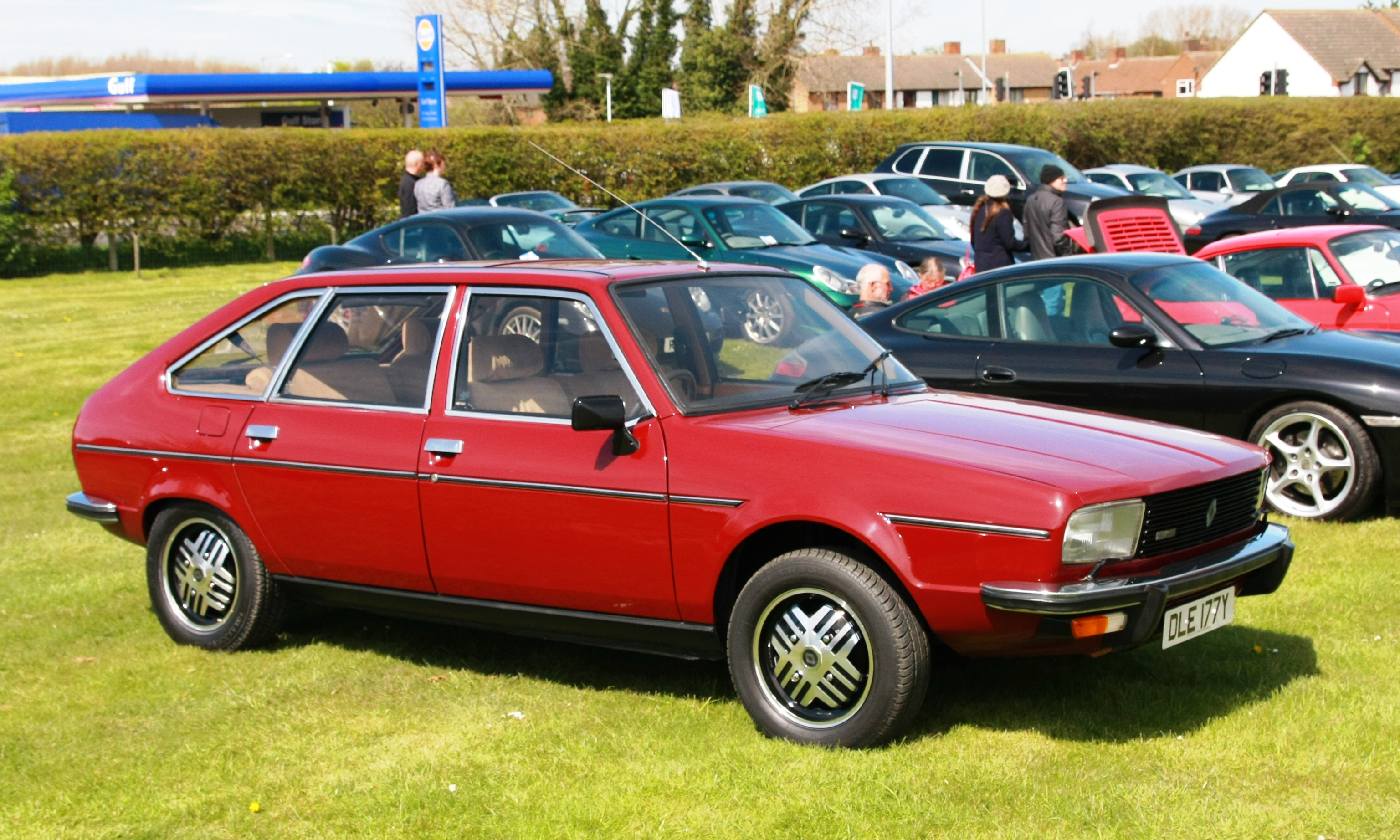
Renault 20 (Rechtslenker)
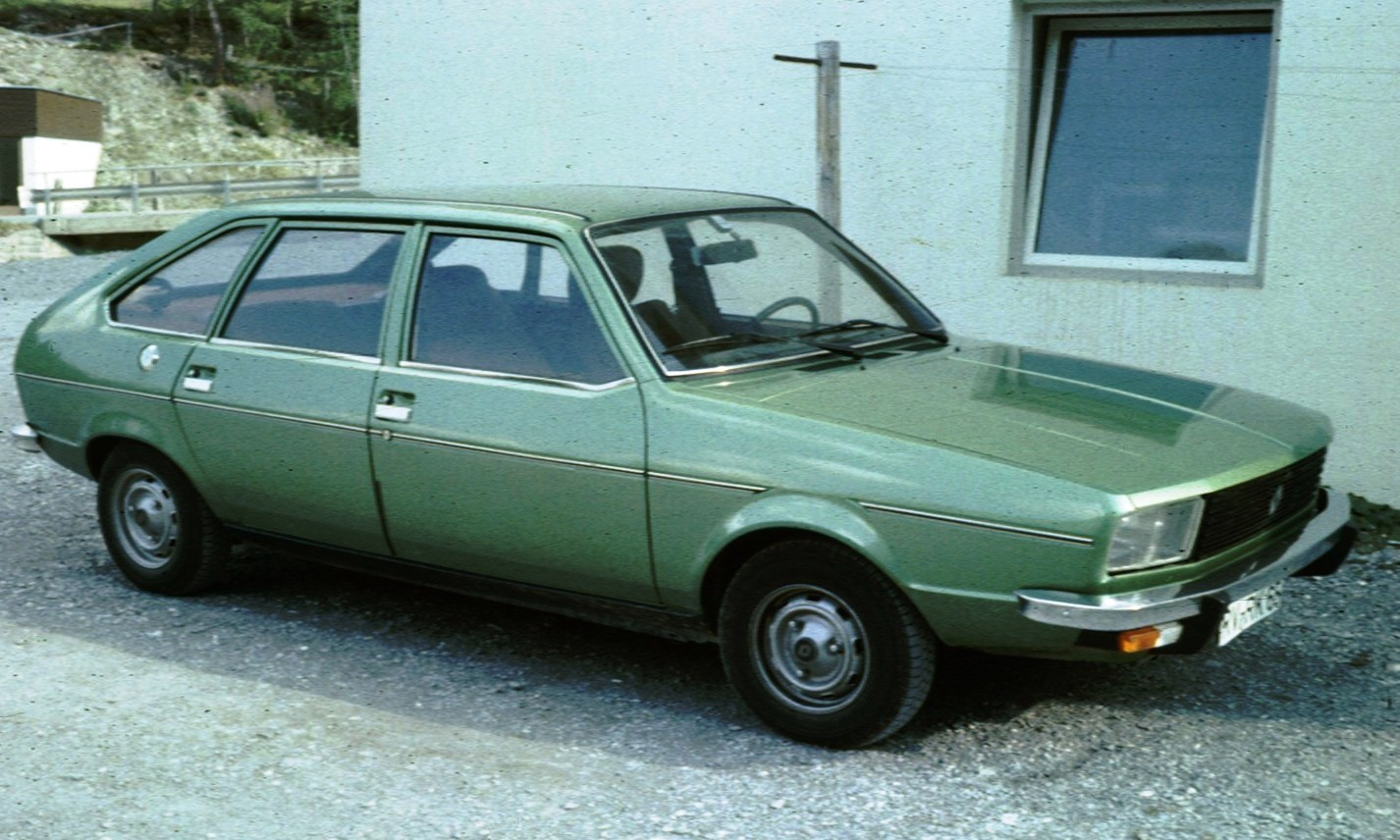
Renault 20
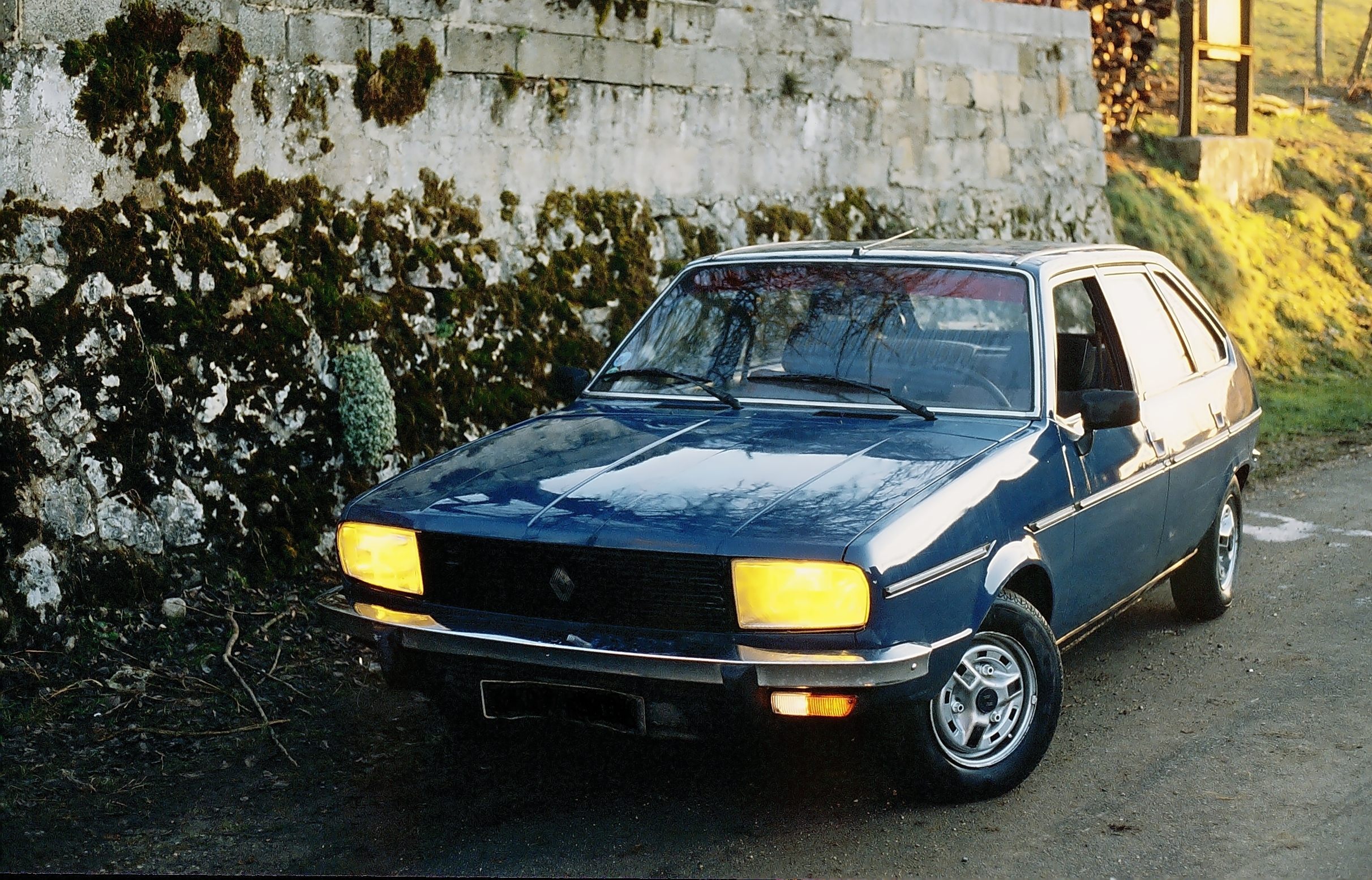
Renault 20 TL
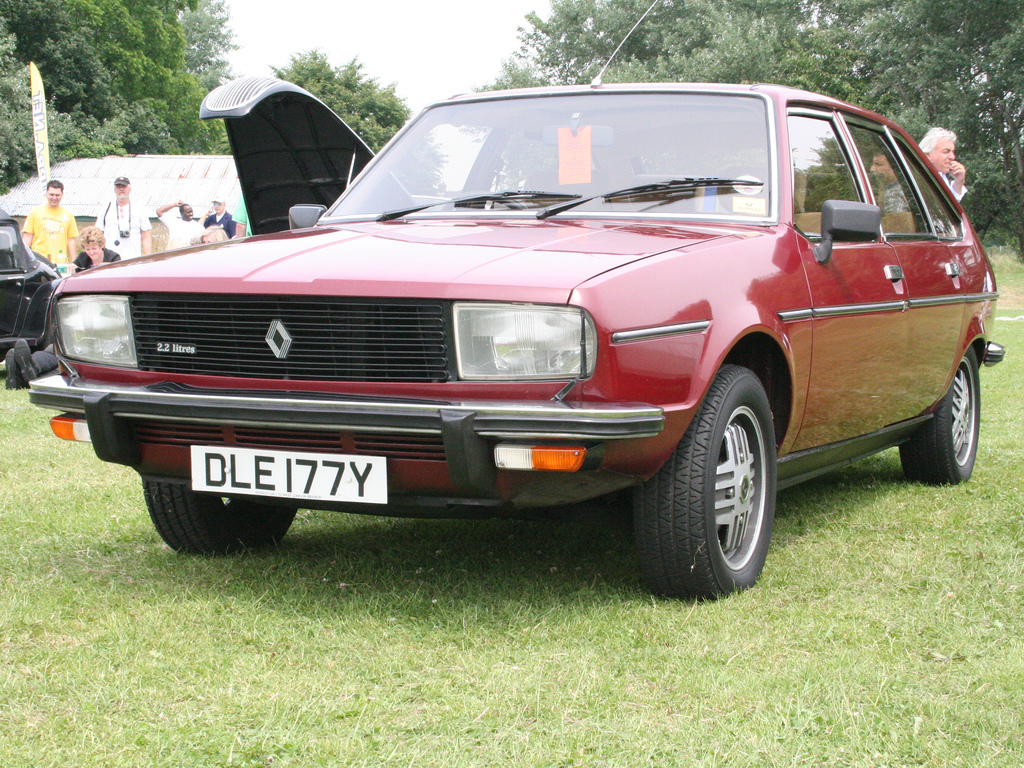
Renault 20 TX
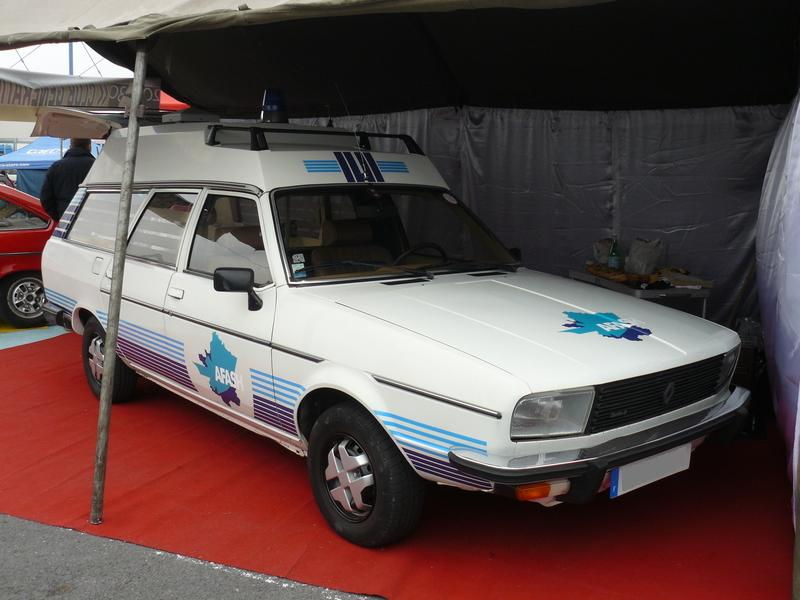
Renault 20 „Ambulance“
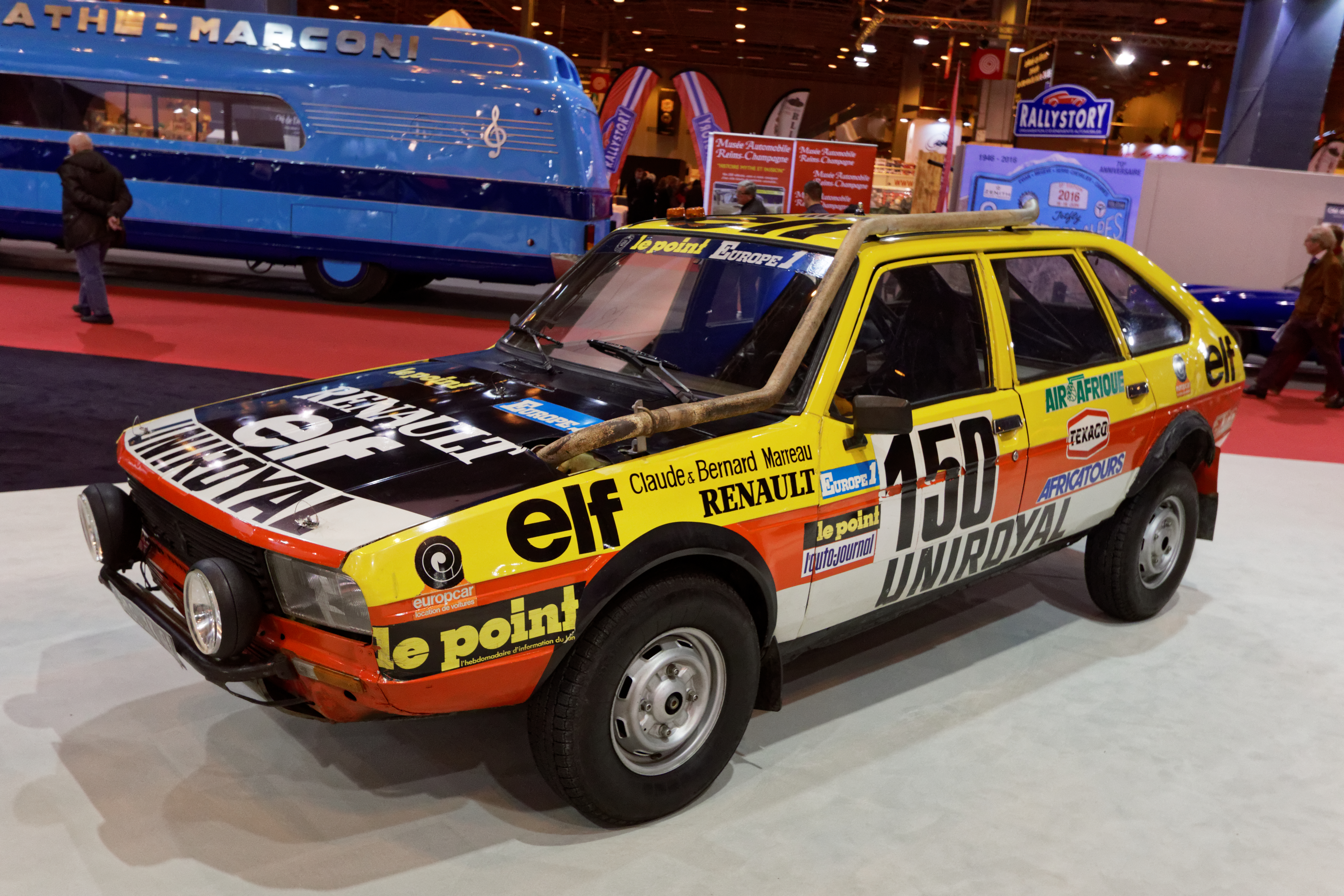
Renault 20 Turbo 4X4 Paris-Dakar

### Produktion und Markterfolg
Zwischen 1975 und 1983 wurden im Werk Sandouville etwa 620.000 bis 638.000 R20 produziert, davon etwa 58.000 für Deutschland. In Lateinamerika baute Renault Venezolana in Mariara beide Modelle bis 1982/83. Der R20 positionierte sich zwischen R16 und R30, bot ähnlichen Komfort zu geringeren Kosten, blieb aber im Export durch das ungeliebte Schrägheck eingeschränkt. Im Januar 1984 löste der Renault 25 beide Modelle ab.

## Technische Merkmale

### Motoren
Der R20 startete mit dem 1,6-Liter-Cléon-Alu-Motor der R16 TX (1647 cm³, 90–97 PS), gefolgt 1977 vom 2,0-Liter-Douvrin-Motor (1995 cm³, 104–109 PS). 1980 kam der 2,2-Liter (2165 cm³, 115 PS). Ab 1979 stand ein 2,1-Liter-Diesel zur Verfügung (2068 cm³, 64 PS, später 86 PS als Turbo), der direkt vom 2,0-l-Ottomotor abgeleitet war und bald darauf auch im Renault 18 und Renault Fuego Verwendung fand. Alle Motoren waren Reihen-Vierzylinder aus Aluminium mit geschlossenem Kühlsystem und lagen längs vor der Vorderachse. Getriebeoptionen waren 4- oder 5-Gang-Schaltung und eine 3-Gang-Automatik (MJ3 ab 1980).

### Fahrwerk
Der R20 hatte vier unabhängige Räder mit MacPherson-Federbeinen vorn und Dreieckslenkern hinten, Schraubenfedern und Teleskopstoßdämpfern. Ab 1981 brachte ein negativer Lenkrollradius (Achsschenkel außerhalb der Spur) weniger Lenkreaktionen, doch die weiche Federung führte zu starkem Nicken beim Bremsen und Heben beim Gasgeben. Das Bremssystem war gemischt (vorn Scheiben, hinten Trommeln, später Voll-Scheiben bei höheren Modellen), die Lenkung optional servo-unterstützt.

### Sicherheit
Wie die R30 nutzte der R20 Sicherheitslösungen des BRV-Prototyps (1974): verstärkte Längs- und Querträger, Türschutzleisten und Dachstreben für mehr Steifigkeit.

## Modelle und Evolution

### R20 L, TL, GTL (1975–1980)
Die Basisversionen hatten den 1,6-Liter-Motor (90 PS, ab 1978 96 PS). Die GTL mit Servolenkung, Zentralverriegelung und elektrischen Fensterhebern war die meistverkaufte. 1977 wurden Türgriffe durch Paletten ersetzt, die L-Version entfiel 1979.

### R20 TS, LS (1977–1984)
Die TS (1995 cm³, 109 PS) kam 1977 mit 14-Zoll-Rädern, Schutzleisten und laminiertem Glas. Ab 1978 war ein 5-Gang-Getriebe optional, 1980 sank die Leistung auf 104 PS. Die LS (1980) kombinierte TS-Motorik mit TL-Ausstattung.

### R20 TX (1980–1984)
Die TX (2165 cm³, 115 PS) bot 5-Gang-Schaltung, Chromfensterrahmen und R30-Fahrwerkdetails, wurde in Italien wegen Steuern nicht verkauft.

### R20 TD, GTD, TurboD (1979–1984)
1979 debütierte der 2,1-Liter-Diesel (64 PS), 1982 der TurboD (86 PS, in Italien 88 PS) mit Intercooler – der erste Renault-Diesel. Die GTD glich der GTL in der Ausstattung.

## Technische Daten
Im Folgenden sind die Merkmale der verschiedenen Versionen der Renault 20-Baureihe in Europa aufgeführt:
| Modell              | Projektcode | Motor      | Hubraum cm³ | Antrieb                            | Leistung PS/min | Drehmoment Nm/min | Getriebe/ Anzahl Gänge | Leergewicht (kg) | Höchstgeschwindigkeit (km/h) | Beschleunigung 0–100 km/h | Verbrauch (l/100 km) | Baujahre |
| **Benzinversionen** |             |            |             |                                    |                 |                   |                        |                  |                              |                           |                      |          |
| 20 L                | R1271       | A2M-843    | 1647        | Doppelvergaser                     | 90/5750         | 134/3500          | Schaltgetriebe/4       | 1.175            | 165                          | 13,5 s                    | 9,9                  | 1976–78  |
| 20 L                | R1271       | A6M-843    | 1647        | Doppelvergaser                     | 96/5750         | 133/3500          | Schaltgetriebe/4       | 1.175            | 165                          | 13,0 s                    | 9,8                  | 1978–79  |
| 20 TL/GTL           | R1271       | A2M-843    | 1647        | Doppelvergaser                     | 90/5750         | 134/3500          | Schaltgetriebe/4       | 1.185            | 165                          | 13,5 s                    | 9,9                  | 1976–78  |
| 20 TL/GTL           | R1271       | A6M-843    | 1647        | Doppelvergaser                     | 96/5750         | 133/3500          | Schaltgetriebe/4       | 1.185            | 165                          | 13,0 s                    | 9,8                  | 1978–80  |
| 20 LS               | R1277       | J6R-829    | 1995        | Doppelvergaser                     | 104/5000        | 163/3000          | Schaltgetriebe/4       | 1.220            | 168                          | 12,8 s                    | 10,0                 | 1980–84  |
| 20 TS               | R1272       | J6R-829    | 1995        | Doppelvergaser                     | 109/5500        | 169/3000          | Schaltgetriebe/4       | 1.280            | 170                          | 12,7 s                    | 10,0                 | 1977–80  |
| 20 TS               | R1277       | J6R-829    | 1995        | Doppelvergaser                     | 104/5000        | 163/3000          | Schaltgetriebe/5       | 1.280            | 168                          | 12,8 s                    | 10,0                 | 1980–84  |
| 20 TX               | R1279       | J7T        | 2165        | Doppelvergaser                     | 115/5600        | 178/3250          | Schaltgetriebe/5       | 1.290            | 179                          | 11,6 s                    | -                    | 1980–84  |
| **Dieselversionen** |             |            |             |                                    |                 |                   |                        |                  |                              |                           |                      |          |
| 20 TD/GTD           | R1276       | J8S-852    | 2068        | Saugdiesel Indirekte Einspritzung  | 64/4500         | 124/2250          | Schaltgetriebe/5       | 1.250            | 148                          | 20,8 s                    | 7,9                  | 1979–84  |
| 20 Turbo D          | R1270       | J8S-852-10 | 2068        | Turbodiesel indirekte Einspritzung | 88/4250         | 182/2000          | Schaltgetriebe/5       | 1.255            | 160                          | 17,0 s                    | 7,8                  | 1981–84  |

## Rallye-Erfolg
1982 gewannen die Brüder Marreau die Rallye Paris-Dakar mit einem Renault 20 Turbo 4x4 (Startnummer 150), ausgestattet mit dem Motor der Renault 18 Turbo und modifizierten Fahrwerken (hinten vom Renault Trafic). Ein zweiter R20 (Startnummer 151) wurde 17.

## Dacia 2000

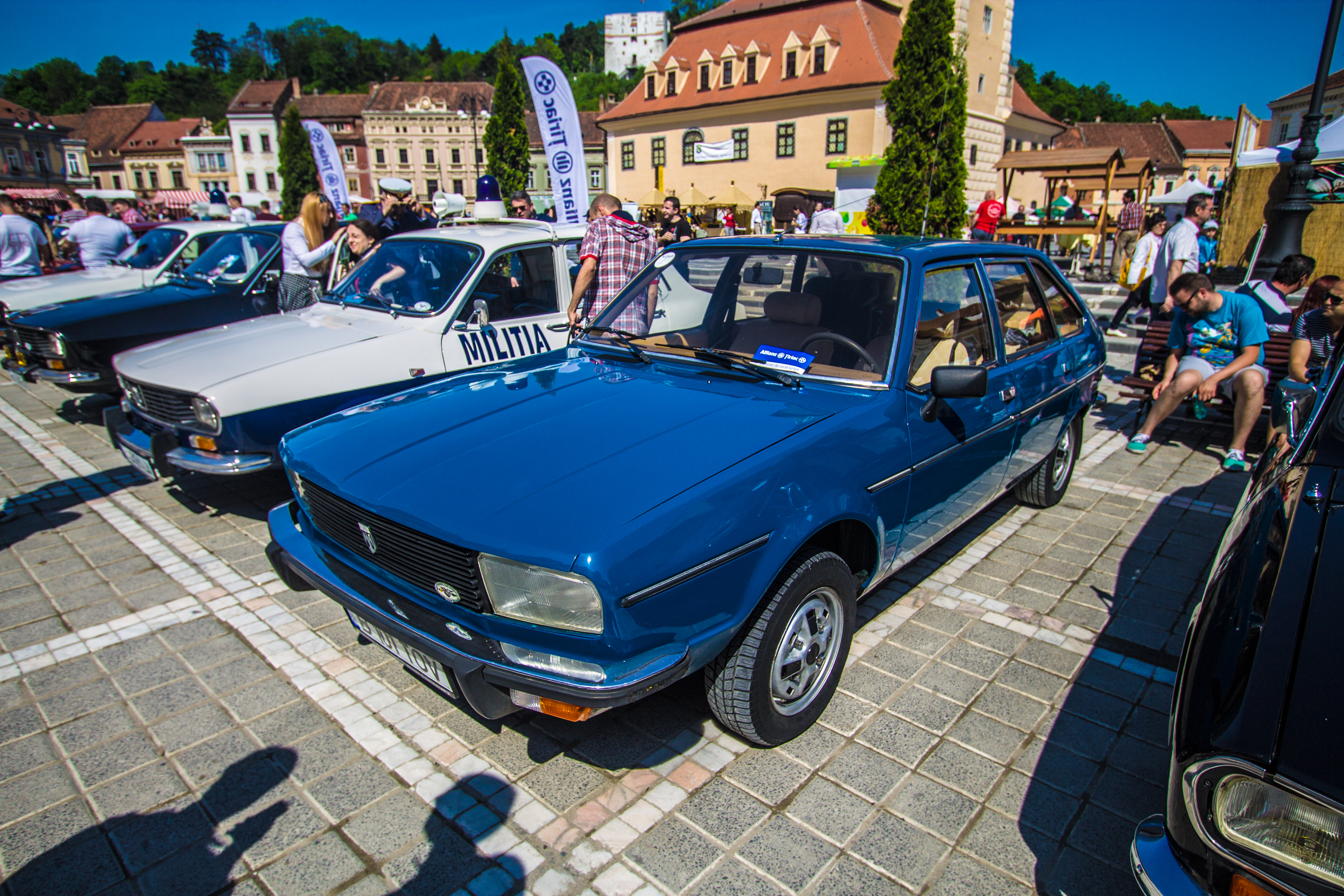
Dacia 2000

Von 1979 bis 1982 produzierte Dacia etwa 2000 Einheiten als Dacia 2000 für den rumänischen Staatsapparat, meist mit dem 1,6-Liter-Motor (1647 cm³), selten mit dem 2,2-Liter (2165 cm³). Ob sie als CKD-Bausätze oder Fertigfahrzeuge geliefert wurden, ist unklar. Die Ausstattung glich der TS-Version.

## Produktionszahlen
Die Produktion schwankt je nach Quelle zwischen 620.000 und 638.000 Einheiten, mit etwa 9 % für Deutschland. 1983 erhielt der R20 einen Heckspoiler, bevor der R25 1984 übernahm. Laut UTAC waren 2017 nur 286 R20 im französischen Verkehr.